# 1:40-Stunden-Rennen von Long Beach 2025

Streckenlayout des Long Beach Grand Prix Circuit

Das 1:40-Stunden-Rennen von Long Beach 2025, auch 2025 Acura Grand Prix of Long Beach, fand am 12. April auf dem Long Beach Grand Prix Circuit statt und war der dritte Wertungslauf der IMSA WeatherTech SportsCar Championship dieses Jahres.

## Das Rennen
Nach ihren Erfolgen beim 24-Stunden-Rennen von Daytona (mit Laurens Vanthoor als drittem Fahrer) und dem 12-Stunden-Rennen von Sebring (wieder mit Vanthoor) gewannen Nick Tandy und Felipe Nasr auch in Long Beach. Es war der dritte Gesamtsieg eines Penske-Porsche 963 in Folge. Die wie in Sebring im Training schnelleren BMW M Hybrid V8 führten nur bis zu den ersten Boxenstopps zum Nachtanken und mussten die Porsche hernach ziehen lassen.

## Ergebnisse

### Schlussklassement
| 1           | GTP | 7   | Porsche Penske Motorsport                    | Felipe Nasr Nick Tandy               | Porsche 963                      | 75 |
| 2           | GTP | 6   | Porsche Penske Motorsport                    | Matt Campbell Mathieu Jaminet        | Porsche 963                      | 75 |
| 3           | GTP | 24  | BMW M Team RLL                               | Philipp Eng Dries Vanthoor           | BMW M Hybrid V8                  | 75 |
| 4           | GTP | 31  | Cadillac Whelen                              | Jack Aitken Earl Bamber              | Cadillac V-Series.R              | 75 |
| 5           | GTP | 25  | BMW M Team RLL                               | Sheldon van der Linde Marco Wittmann | BMW M Hybrid V8                  | 75 |
| 6           | GTP | 10  | Cadillac Wayne Taylor Racing                 | Filipe Albuquerque Ricky Taylor      | Cadillac V-Series.R              | 75 |
| 7           | GTP | 40  | Cadillac Wayne Taylor Racing                 | Louis Delétraz Jordan Taylor         | Cadillac V-Series.R              | 75 |
| 8           | GTP | 23  | Aston Martin THOR Team                       | Roman De Angelis Ross Gunn           | Aston Martin Valkyrie AMR-LMH    | 75 |
| 9           | GTP | 60  | Acura Meyer Shank Racing with Curb-Agajanian | Tom Blomqvist Colin Braun            | Acura ARX-06                     | 75 |
| 10          | GTP | 85  | JDC–Miller MotorSports                       | Gianmaria Bruni Tijmen van der Helm  | Porsche 963                      | 75 |
| 11          | GTP | 93  | Acura Meyer Shank Racing with Curb-Agajanian | Renger van der Zande Nick Yelloly    | Acura ARX-06                     | 74 |
| 12          | GTD | 177 | AO Racing                                    | Jonny Edgar Laurens Vanthoor         | Porsche 911 GT3 R (992)          | 71 |
| 13          | GTD | 12  | Vasser Sullivan Racing                       | Jack Hawksworth Parker Thompson      | Lexus RC F GT3                   | 71 |
| 14          | GTD | 89  | Vasser Sullivan Racing                       | Aaron Telitz Frankie Montecalvo      | Lexus RC F GT3                   | 71 |
| 15          | GTD | 57  | Winward Racing                               | Philip Ellis Russell Ward            | Mercedes-AMG GT3 Evo             | 71 |
| 16          | GTD | 96  | Turner Motorsport                            | Robby Foley Patrick Gallagher        | BMW M4 GT3 Evo                   | 71 |
| 17          | GTD | 32  | Korthoff Competition Motors                  | Kenton Koch Seth Lucas               | Mercedes-AMG GT3 Evo             | 71 |
| 18          | GTD | 120 | Wright Motorsports                           | Adam Adelson Elliott Skeer           | Porsche 911 GT3 R (992)          | 71 |
| 19          | GTD | 70  | Inception Racing                             | Brendan Iribe Frederik Schandorff    | Ferrari 296 GT3                  | 71 |
| 20          | GTD | 27  | Heart of Racing Team                         | Tom Gamble Casper Stevenson          | Aston Martin Vantage AMR GT3 Evo | 71 |
| 21          | GTD | 66  | Gradient Racing                              | Jenson Altzman Robert Megennis       | Ford Mustang GT3                 | 71 |
| 22          | GTD | 45  | Wayne Taylor Racing                          | Danny Formal Trent Hindman           | Lamborghini Huracán GT3 Evo 2    | 71 |
| 23          | GTD | 78  | Forte Racing                                 | Mario Farnbacher Misha Goikhberg     | Lamborghini Huracán GT3 Evo 2    | 71 |
| 24          | GTD | 13  | AWA                                          | Matthew Bell Orey Fidani             | Chevrolet Corvette C8.R          | 71 |
| 25          | GTD | 021 | Triarsi Competizione                         | Stevan McAleer Sheena Monk           | Ferrari 296 GT3                  | 71 |
| 26          | GTD | 36  | DXDT Racing                                  | Tommy Milner Robert Wickens          | Chevrolet Corvette Z06 GT3.R     | 70 |
| Ausgefallen |     |     |                                              |                                      |                                  |    |
| 27          | GTD | 34  | Conquest Racing                              | Manny Franco Daniel Serra            | Ferrari 296 GT3                  | 15 |

### Nur in der Meldeliste
Zu diesem Rennen sind keine weiteren Meldungen bekannt.

### Klassensieger
| Klasse | Fahrer      | Fahrer           | Fahrzeug                | Platzierung im Gesamtklassement |
| ------ | ----------- | ---------------- | ----------------------- | ------------------------------- |
| GTP    | Felipe Nasr | Nick Tandy       | Porsche 963             | Gesamtsieg                      |
| GTD    | Jonny Edgar | Laurens Vanthoor | Porsche 911 GT3 R (992) | Rang 12                         |

### Renndaten
- Gemeldet: 27
- Gestartet: 27
- Gewertet: 26
- Rennklassen: 2
- Zuschauer: unbekannt
- Wetter am Renntag: trocken und warm
- Streckenlänge: 3,167 km
- Fahrzeit des Siegerteams: 1:40:36,022 Stunden
- Gesamtrunden des Siegerteams: 75
- Gesamtdistanz des Siegerteams: 237,525 km
- Siegerschnitt: unbekannt
- Pole Position: Dries Vanthoor – BMW M Hybrid V8 (#24) – 1:11,539
- Schnellste Rennrunde: Felipe Nasr – Porsche 963 (#7) – 1:12,708 = 156,820 km/h
- Rennserie: 3. Lauf zur IMSA WeatherTech SportsCar Championship 2025